# Virulencia

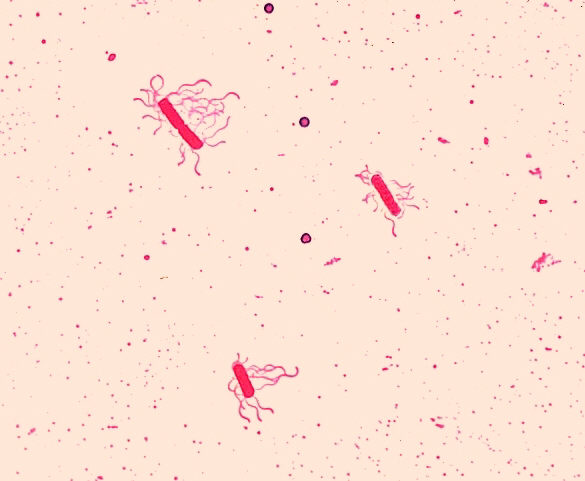
Las flagelas de Bacillus cereus, uno de sus factores de virulencia.

La virulencia es el grado de patogenicidad de un serotipo, de una cepa o de una colonia microbiana en un huésped susceptible.

## Concepto
Virulencia deriva del latín virulentus que significa «lleno de veneno» y designa el carácter patogénico y nocivo de un microorganismo, como una bacteria, hongo, protozoo, microalga o virus, o en otras palabras, la capacidad de un microbio de causar enfermedad. Por ejemplo: el género Salmonella es patógeno para los vertebrados, pero Salmonella typhi lo es únicamente para el humano, y en él, la cepa Ty2 es moderadamente virulenta (DL50=107), en tanto que la cepa 0-901 es poco agresiva (no suele producir muerte).

## Factores de virulencia
La virulencia de un patógeno letal es fácilmente medible, pero la virulencia de aquellos patógenos con efectos no letales resulta más compleja de evaluar.
Tal como ocurre con la resistencia a antibióticos, la resistencia es un rasgo específico de cada patógeno que está ligada a la selección natural para su evolución. A los organismos que se les ha inhibido su virulencia se les llama atenuados, y es el principio de base de la vacunación. Estudios también han demostrado que ciertas políticas sanitarias pueden engendrar o acentuar la virulencia de un organismo.
La habilidad de una bacteria de causar enfermedad es descrita en términos del número de bacteria infectante, la ruta de entrada al cuerpo, los efectos de los mecanismos de defensa del huésped y las características intrínsecas de la bacteria llamadas factores de virulencia. La patogénesis mediada por el huésped es con frecuencia de importancia porque este puede generar una respuesta agresiva a la infección con el resultado de que los mecanismos de defensa son los que causan los daños a los tejidos del hospedador mientras la infección es contrarrestada. 
Los factores de virulencia de un organismo típicamente son proteínas u otras moléculas sintetizadas por enzimas y codificadas por genes en el ADN cromosómico, del bacteriófago o de plásmidos.